# Żerniki (Gliwice)
Żerniki – dzielnica miasta Gliwice od 1 stycznia 1927 roku.

## Nazwa
W 1295 roku w księdze łacińskiej Liber fundationis episcopatus Vratislaviensis (pol. Księga uposażeń biskupstwa wrocławskiego) miejscowość wymieniona jest jako Syrdnik.
W 1936 roku zmieniono nazwę Żernik (wówczas Zernik) na Gröling (od rody szlacheckiego von Groelin).

## Historia
Pierwsze wzmianki o Żernikach pochodzą z 1297 roku. Charakter tych dokumentów wskazuje, że Żerniki należały do wsi zagospodarowanych. Ulokowane według prawa magdeburskiego przez księcia opolskiego Władysława.
Gospodarka wsi nie była oparta wyłącznie na rolnictwie ze względu na warunki naturalne: ukształtowanie terenu i jakość gleb. W okolicach rozwinęła się hodowla bydła, młynarstwo, uprawa chmielu, produkcja piwa, zakładano karczmy, rzeźnie.
W XVI i XVII wieku Żerniki były podzielone na dwie części, jedna w rękach prywatnych (Mikołaj Napski) i druga w rękach miasta.
W latach 1632/1633 i 1644 ludność Żernik została zdziesiątkowana przez epidemię.
W XVIII wieku połowa wsi przeszła w ręce rodziny von Groeling, a druga połowa nadal należała do miasta.
W 1856 roku wybudowano w Żernikach szkołę.
Okres I wojny światowej doprowadził do wielu zmian w życiu wsi. Wielu mieszkańców poległo podczas działań wojennych, a ku ich czci wybudowano pomnik. Inna konsekwencją wojny było to, że Żerniki znalazły się na terenie objętych plebiscytem. W związku z tym na terenie wsi zaczęło działać wiele organizacji propolskich, takich jak: ZHP, Towarzystwo Gimnastyczne „Sokół”. Członkowie tych organizacji zaangażowali się w plebiscycie i brali udział w powstaniach. Ostatecznie w wyniku plebiscytu Żerniki znalazły się na terenie Niemiec.
W tym samym czasie rozpoczęła się budowa kościoła parafialnego, który 6 września 1931 roku kardynał Adolf Bertram poświęcił i nadał patrona – Jana Chrzciciela.
W 1927 roku Żerniki zostały włączone jako dzielnica do Gliwic.
W 1936 roku rozbudowano szkołę a rok wcześniej miała miejsce budowa przedszkola.
W 1935 roku w Żernikach powstało wzorcowe osiedla robotnicze na terenach wykupionych od hrabiego von Gröling. Zaplanowano budowę 147 domów po 40,5 m² z elektrycznością i wodą. Projekt domów (6 typów) i osiedla był dziełem Meyera a domu gminy Waldenmeiera i Meyera. Osiedle było dla górników z Gliwic i Zabrza.
Po rozpoczęciu wojny większość działań frontowych omijała Żerniki. Wielu mieszkańców powołano do wojska, zaczęła panować bieda.

## Okres powojenny
Pod koniec wojny (23 stycznia) od strony Pyskowic do Gliwic, a tym samym do Żernik wkroczyli Sowieci i zajęli miasto po 4 dniach walk. Zaczęły się masowe rozstrzeliwania, z ksiąg parafialnych wynika, że 9 mieszkańców Żernik zostało zabitych. Po wojnie rozpoczęły się masowe deportacje w głąb ZSRR.
W marcu 1945 roku wkroczyła polska administracja i społeczność się wymieszała. Przybyli repatrianci, mieszkańców o narodowości niemieckiej wysiedlono do Niemiec. W 1946 roku było 3052 mieszkańców parafii. Po wojnie życie mieszkańców całkowicie się zmieniło, wszyscy musieli się przystosować do realiów Polski Ludowej i wszystkich ograniczeń ustalonych przez władze. Mała liczba mieszkańców utrzymywała się wyłącznie z rolnictwa, wzrastał liczba chłopo-robotników. Na przełomie lat siedemdziesiątych XX wieku rozpoczęła się budowa sąsiedniego osiedla Obrońców Pokoju, co zbliżyło Żerniki do miasta. Miejscowość bezpowrotnie utraciła swój rolniczy charakter.
Przemiany po 1989 roku korzystnie wpłynęły na rozwój dzielnicy i gospodarczą aktywność mieszkańców.
W latach 2005–2009 dzielnica przeżyła istną rewolucję: wybudowano ogromną liczbę nowych domów, wiele dotychczasowych dróg polnych stało się asfaltowymi ulicami, wybudowano kanalizację sanitarną. Żerniki nabrały charakteru luksusowej dzielnicy Gliwic, z najwyższymi cenami działek i domów na terenie miasta, co nie zmieniło się pomimo pęknięcia bańki na rynku nieruchomości w roku 2009, które właściwie nie dotknęło dzielnicy.
W 2009 na terenie Żernik rozpoczęto budowę odcinka Sośnica-Pyrzowice Autostrady A1

## Edukacja
Szkoły podstawowe:
- Szkoła Podstawowa Numer 13

## Kościoły i kaplice

### Kościół Ewangelicko-Augsburski
- Kaplica Gliwice-Żerniki

### Kościół rzymskokatolicki
- Kościół św. Jana Chrzciciela

## Sport
Jedna z pierwszych organizacji sportowych powstała w Żernikach 15 kwietnia lub maja 1920 roku był to oddział Polskiego Towarzystwa Gimnastycznego „Sokół” – Towarzystwo Gimnastyczne „Sokół” w Żernicy, które liczyło wówczas 60 członków. W połowie roku liczba członków wzrosło do 81 osób, wśród których było także 16 kobiet. Prezesem organizacji był Ignacy Wilk, a naczelnikiem Bonifacy Mitas.

## Turystyka
Przez osiedle przebiegają następujące szlaki turystyczne:
- – Szlak Husarii Polskiej
- – Szlak Okrężny wokół Gliwic

## Transport
Przez osiedle przebiega ulica Tarnogórska – część drogi krajowej nr 78.